# Сент Питер Порт
Сент Питер Порт (енгл. St Peter Port) је главни град Гернзија, као и највећи лучки град на острву. Према подацима из 2014. године, град је имао 18.207 становника. На гернзијском и француском, историјским службеним језицима острва, назив града и околине долази од назива парохије Сен Пјер Порт, према Сен Пјер Ди Боа.